# EC Cruzeiro
Esporte Clube Cruzeiro – brazylijski klub piłkarski z siedzibą w Cachoeirinha w stanie Rio Grande do Sul.

## Historia
Esporte Clube Cruzeiro został założony 14 lipca 1913. W 1918 klub odniósł pierwszy sukces wygrywając mistrzostwa Porto Alegre. Sukces ten Cruzeiro powtórzyło w 1921 i 1929. Dzięki sukcesowi w 1929, klub uczestniczył w mistrzostwach stanu Rio Grande do Sul, które jedyny raz w swojej historii wygrał. W 1961 był wśród założycieli stałej ligi stanowej.
W lidze stanowej występował w latach 1961–1965, 1968–1973, 1976–1979. W 1979 klub wycofał się z uczestnictwa w rozgrywkach. W 1991 klub powrócił startując w rozgrywkach drugiej ligi stanowej. W latach 90. i pierwszej dekadzie XXI wieku klub występował w drugiej i trzeciej lidze stanowej. W 2010 klub po ponad 30 latach przerwy powrócił do stanowej elity. W 2011 klub zajął czwarte miejsce w rozgrywkach, dzięki czemu w 2010 klub mógł wystartować w Campeonato Brasileiro Série D, w których odpadł w pierwszej fazie rozgrywek, zajmując przedostatnie 39. miejsce.

## Sukcesy
- 1 sezon w Campeonato Brasileiro Série D: 2011.
- mistrzostwo stanu: 1929.
- Campeonato Citadino de Porto Alegre (3): 1918, 1921, 1929.

## Trenerzy klubu
- Teté (1947)
- Foguinho (1953-1955)
- Foguinho (1961-1962)

## Reprezentanci Brazylii w klubie
| - Luizinho - Ortunho - Cláudio Danni - Picasso | - Aírton Pavilhão - Valdir Joaquim de Moraes - Leôncio Vieira |